# Sveneby herrgård
Sveneby är en herrgård vid sjön Östen i Sveneby socken, Töreboda kommun, Västra Götalands län.

## Historik
Den är känd sedan medeltiden, och var då troligen kyrkogods.
Den nuvarande huvudbyggnaden är av sten och består av två våningar under mansardtak. Den byggdes åren 1752–56 efter ritningar av Carl Johan Cronstedt. Ursprunglig inredning är i stort bevarad, och herrgården byggnadsminnesförklarades 1978.
Den tyske högerextremisten Jürgen Rieger köpte Sveneby 1995 och det blev då ett tillhåll för ledande svenska nynazister. Riegers barn, vilka enligt media inte delar sin fars åsikter, ärvde gården 2010 efter hans död, och därmed upphörde Svenebys roll i den högerextrema miljön.